# Phil Twyford

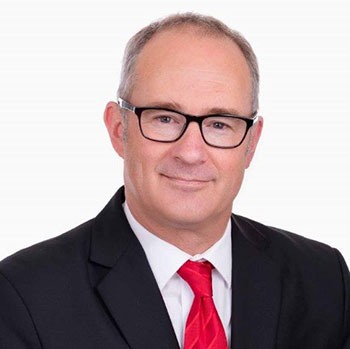
Phil Twyford

Philip Stoner Twyford, in der Öffentlichkeit als Phil Twyford bekannt, (* 4. Mai 1963 in Auckland, Neuseeland) ist ein neuseeländischer Journalist und Politiker der New Zealand Labour Party.

## Leben
Philip Stoner Twyford wurde am 4. Mai 1963 in Auckland geboren. Er studierte Politikwissenschaft an der University of Auckland, arbeitete danach als Journalist und als Organisator in einer neuseeländischen Gewerkschaft. Anschließend wurde er Gründungsmitglied und Geschäftsführender Direktor von Oxfam Aotearoa und nahm später eine Tätigkeit als Global Advocacy Director der Organisation in Washington, D.C. auf.

## Politische Karriere
Im Jahr 2008 kandidierte Twyford auf Platz 26 der Liste seiner Partei für das New Zealand Parliament und ist seitdem ohne Unterbrechung Mitglied des Hauses. In der General Election des Jahres 2011 konnte Twyford den Wahlkreis Te Atatū gewinnen, den er seitdem durch die Wiederwahl 2014, 2017 und 2020 hält. Bis zum Jahr 2017 übernahm der die Positionen Sprecher für Wohnungswesen und Auckland-Fragen und stellvertretender Sprecher für Umwelt seiner Partei.

### Ministerämter in der Regierung Ardern
Als Labour unter der Führung von Jacinda Ardern 2017 die Parlamentswahl gewann, holte sie Twyford für folgende Ministerposten ins 1. Kabinett ihrer Regierung:
| Minister                                  | vom              | bis              |
| ----------------------------------------- | ---------------- | ---------------- |
| Minister of Housing and Urban Development | 26. Oktober 2017 | 28. Juni 2019    |
| Minister of Transport                     | 26. Oktober 2017 | 6. November 2020 |
| Minister for Economic Development         | 28. Juni 2019    | 6. November 2020 |
| Minister of Urban Development             | 28. Juni 2019    | 6. November 2020 |

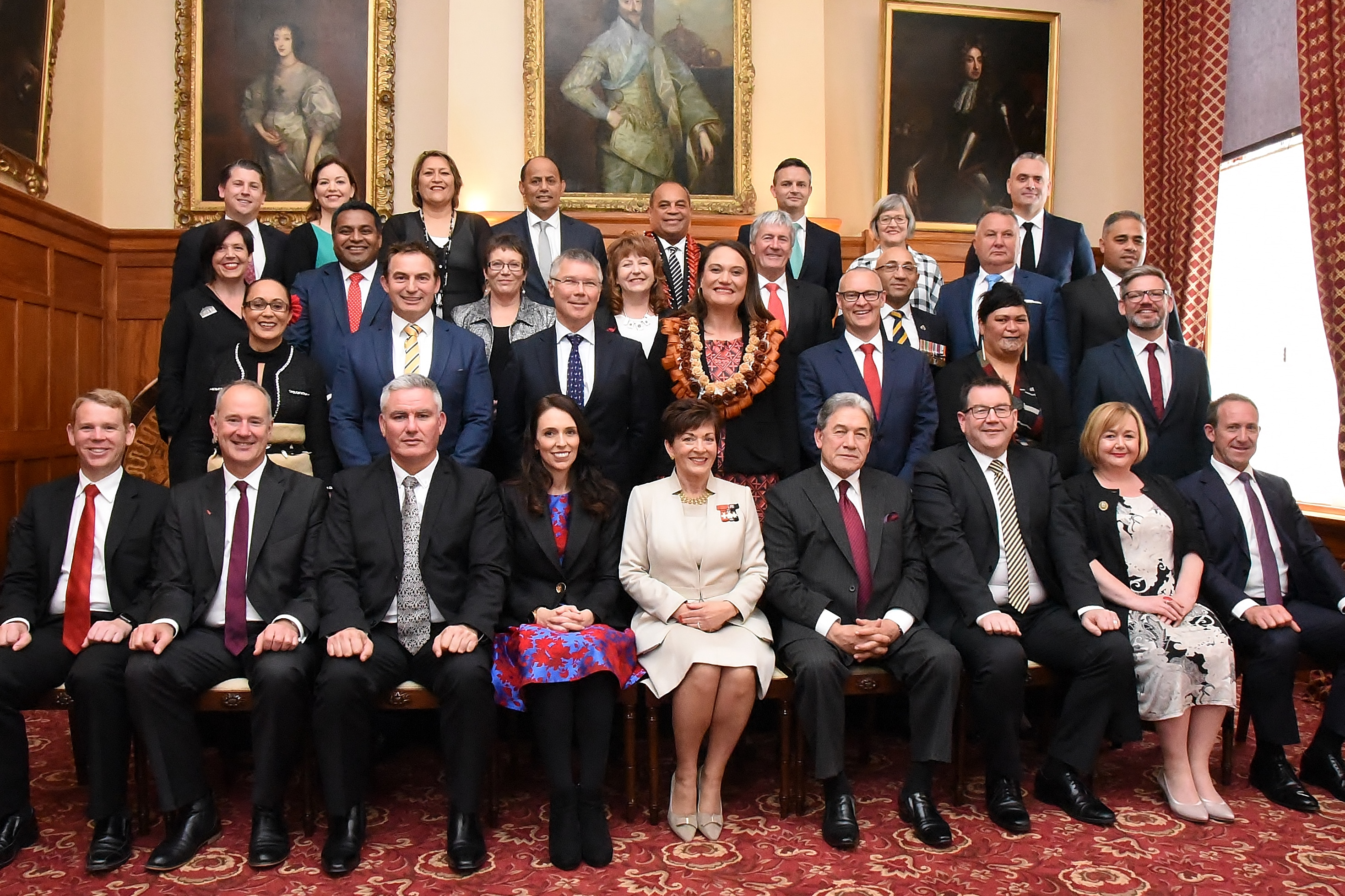
Phil Twyford (2017)
2. von links in der ersten Reihe

Nach der Wiederwahl von Labour im November 2020 bildete Ardern ihr 2. Kabinett um und betraute Twyford mit folgenden Ministerposten:

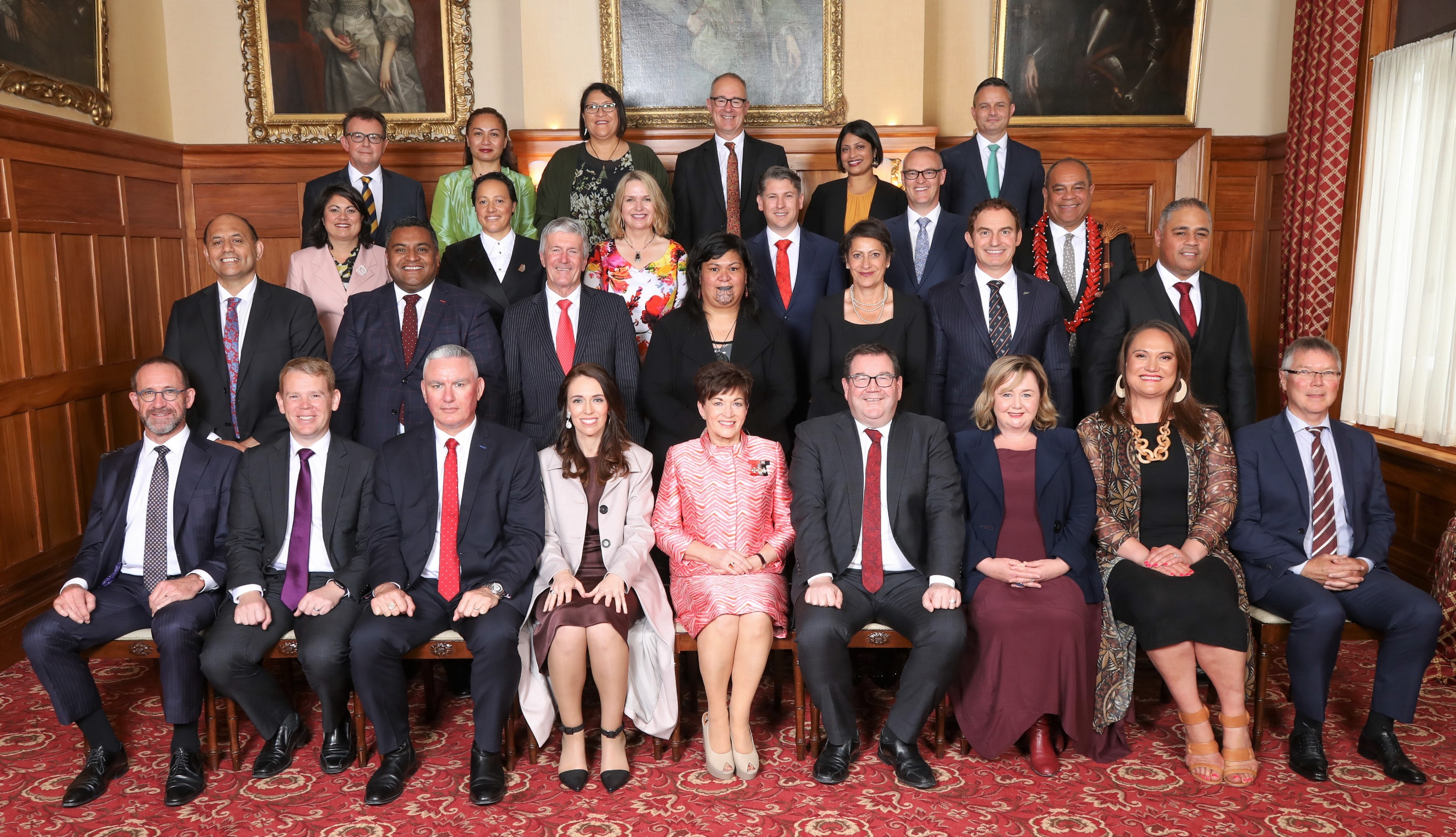
Phil Twyford (2020)
Mitte oben in der letzten Reihe

| Minister                                      | vom              | bis             |
| --------------------------------------------- | ---------------- | --------------- |
| Minister for Disarmament and Arms Control     | 6. November 2020 | 25. Januar 2023 |
| Minister of State for Trade and Export Growth | 6. November 2020 | 25. Januar 2023 |
| Associate Minister for the Environment        | 6. November 2020 | 25. Januar 2023 |
| Associate Minister of Immigration             | 6. November 2020 | 25. Januar 2023 |

### Ministerämter in der Regierung Hipkins
Mit dem Rücktritt von Jacinda Ardern als Premierministerin in der laufenden Legislaturperiode und der Übernahme des Amtes durch ihren Parteikollegen Chris Hipkins am 25. Januar 2023, blieben die Ministerämter von Twyford unverändert.
| Minister                                      | vom             | bis             |
| --------------------------------------------- | --------------- | --------------- |
| Minister for Disarmament and Arms Control     | 25. Januar 2023 | 1. Februar 2023 |
| Minister of State for Trade and Export Growth | 25. Januar 2023 | 1. Februar 2023 |
| Associate Minister for the Environment        | 25. Januar 2023 | 1. Februar 2023 |
| Associate Minister of Immigration             | 25. Januar 2023 | 1. Februar 2023 |

Quellen: Department of the Prime Minister and Cabinet New Zealand Parliament
Als Hipkins mit Wirkung zum 1. Februar 2023 die Regierung umbildete, verlor Twyford alle seine Ämter und
mit der nachfolgenden regulären Parlamentswahl, die am 14. Oktober 2023 stattfand, verlor schließlich die Labour Party ihre Regierungsmehrheit an die New Zealand National Party. Doch Twyford konnte in der Wahl seinen Wahlkreis Te Atatū halten und gewann ihn mit einer hauchdünnen Mehrheit von 38,56 % gegenüber seinem Mitbewerber von der National Party mit 38,20 %.